# Route nationale 22 (Madagascar)
Pour les articles homonymes, voir Route nationale 22.
La route nationale 22 (N 22) est une route nationale s'étendant de Fenoarivo Atsinanana jusqu'à Anjahambe à Madagascar.

## Description
La route nationale 22 parcourt 53 kilomètres dans la région d'Analanjirofo au nord-est de Madagascar.
La N 22 part de la N 5 à Fenoarivo Atsinanana, traverse  à Vavatenina et se termine à Anjahambe.

## Parcours
- Fenoarivo Atsinanana, N 5
- Maromitety
- Morafeno
- Vavatenina
- Anjahambe